# Helvétia Taily
Helvétia Taily (11 de abril de 1999) es una deportista francesa que compite en karate, en la modalidad de kata. Ganó una medalla en los Juegos Europeos de Cracovia 2023 y dos medallas en el Campeonato Europeo de Karate de 2023.

## Palmarés internacional
| Juegos Europeos    | Juegos Europeos         | Juegos Europeos   | Juegos Europeos |
| Año                | Lugar                   | Medalla           | Prueba          |
| ------------------ | ----------------------- | ----------------- | --------------- |
| 2023               | Bielsko-Biała (Polonia) | Medalla de plata  | Individual      |
| Campeonato Europeo |                         |                   |                 |
| Año                | Lugar                   | Medalla           | Prueba          |
| 2023               | Guadalajara (España)    | Medalla de plata  | Individual      |
| 2023               | Guadalajara (España)    | Medalla de bronce | Por equipos     |